# Elena Kotova

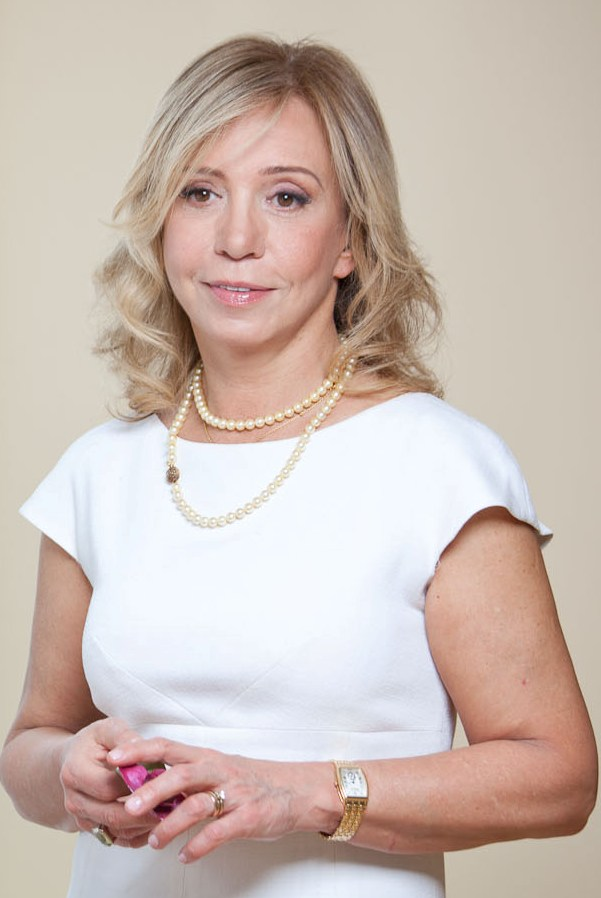
Elena Kotova (2011)

Elena Kotova (21 de novembro de 1956, Moscou) é uma escritora russa, arquiteta de interiores e incorporadora imobiliária. Sua trajetória profissional abrangeu o cenário internacional, com posições de destaque no setor bancário na Rússia, Estados Unidos e Europa entre os anos de 1994 e 2010. Contudo, sua carreira foi marcada por um episódio controverso: em 2013, Kotova foi acusada de solicitar suborno e, posteriormente, condenada a cinco anos de prisão com suspensão da pena em 2014.

## Biografia
Nascida em Moscou, Elena Kotova é filha de Victor Kotov e Natalia Kotova. Ela estudou na Universidade Estatal de Moscou e, de 1982 a 1989, atuou como pesquisadora no Instituto de Estudos Orientais da Academia de Ciências da URSS, dedicando-se ao estudo de questões socioeconômicas dos países asiáticos e finanças internacionais. Kotova também é autora de duas monografias científicas e mais de 50 artigos sobre temas financeiros globais.
Em 2010, Kotova enfrentou uma investigação interna no Banco Europeu para a Reconstrução e o Desenvolvimento (BERD), supostamente relacionada à corrupção. O caso foi encaminhado às autoridades russas e à Polícia da Cidade de Londres. Em 2013, ela foi acusada em Moscou de tentar solicitar um suborno de US$1,4 milhão. Kotova sempre negou qualquer irregularidade. Curiosamente, em 2013, ela foi involuntariamente internada em um hospital psiquiátrico na Rússia para avaliação.
Em 2014, Elena Kotova recebeu uma sentença de prisão suspensa de cinco anos, que posteriormente foi anulada por meio de uma anistia legal antes que a condenação pudesse ser efetivada. Atualmente, Kotova reside em Moscou, Rússia, e é casada com Nick Zimin, com quem se uniu em matrimônio em 1985.
Além de sua carreira no mundo financeiro e político, Kotova é autora de seis romances. Em 2016, ela foi ordenada pela High Court a cumprir uma ordem de recuperação civil, envolvendo ativos suspeitos de origem criminosa, como um apartamento em Mayfair no valor de £1,5 milhão e £230.000 em contas bancárias, apreendidos pela Agência Nacional do Crime.